# Pridonskoi
Pridonskoi (russisch Придонско́й) ist ein Stadtteil („Mikrorajon“) von Woronesch, Verwaltungszentrum der Oblast Woronesch (Russland), mit 18.300 Einwohnern (Stand 14. Oktober 2010).

## Geographie
Pridonskoi liegt im südlichen Zentralrussland etwa acht Kilometer westlich des Stadtzentrums von Woronesch, von dem sie durch ein Waldgebiet getrennt ist, am linken Ufer des Don gegenüber der Stadt Semiluki.
Pridonskoi gehört zum Stadtrajon Sowetski.

## Geschichte

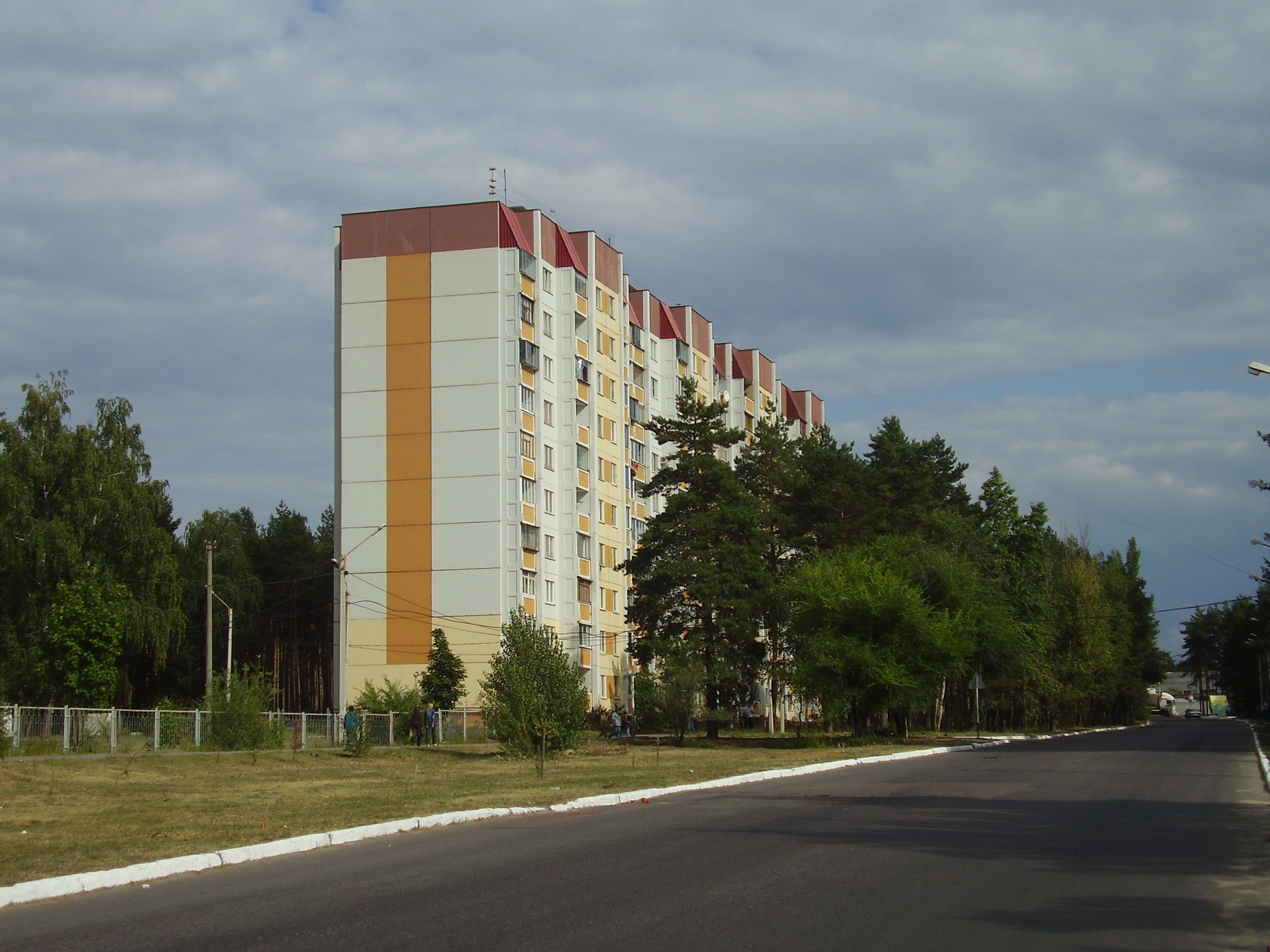
Wohnhaus in Pridonskoi

Die Geschichte der Siedlung beginnt 1929, als hier mit der Errichtung einer Fabrik für Obstverarbeitung (Herstellung von Trockenfrüchten und -wein, Stärke) und zugehörigem Wohngebiet begonnen wurde, das zunächst zum nahen Dorf Podkletnoje gehörte. Die Einwohnerzahl stieg bis 1940 auf etwa 400.
Im Zweiten Weltkrieg wurde die Siedlung im Juli 1942 von der deutschen Wehrmacht besetzt. Zuvor war das Werk, dessen geplante Evakuierung nach Jaroslawl nicht durchgeführt wurde, von Arbeitern niedergebrannt worden. Im Verlaufe der Kämpfe verlief die Frontlinie über ein halbes Jahr in unmittelbarer Nähe, im Stadtgebiet von Woronesch, bis die ganze Stadt und ihre westlichen Vororte am 25. Januar 1943 von Truppen der Woronescher Front der Roten Armee zurückerobert wurden.
Nach dem Krieg wurde die Siedlung wieder aufgebaut und erhielt 1963 unter dem Namen Pridonskoi (von russisch pri Donu für am Don bzw. diesseits des Don, aus Sicht der Stadt Woronesch) den Status einer Siedlung städtischen Typs innerhalb des Rajons Semiluki. In den 1970er Jahren wurde die Siedlung der Stadtverwaltung von Woronesch bzw. von deren Stadtrajon Sowetski unterstellt, blieb jedoch eigenständige Ortschaft. Zum 1. Januar 2011 wurde Pridonskoi nach Woronesch eingemeindet.

### Bevölkerungsentwicklung

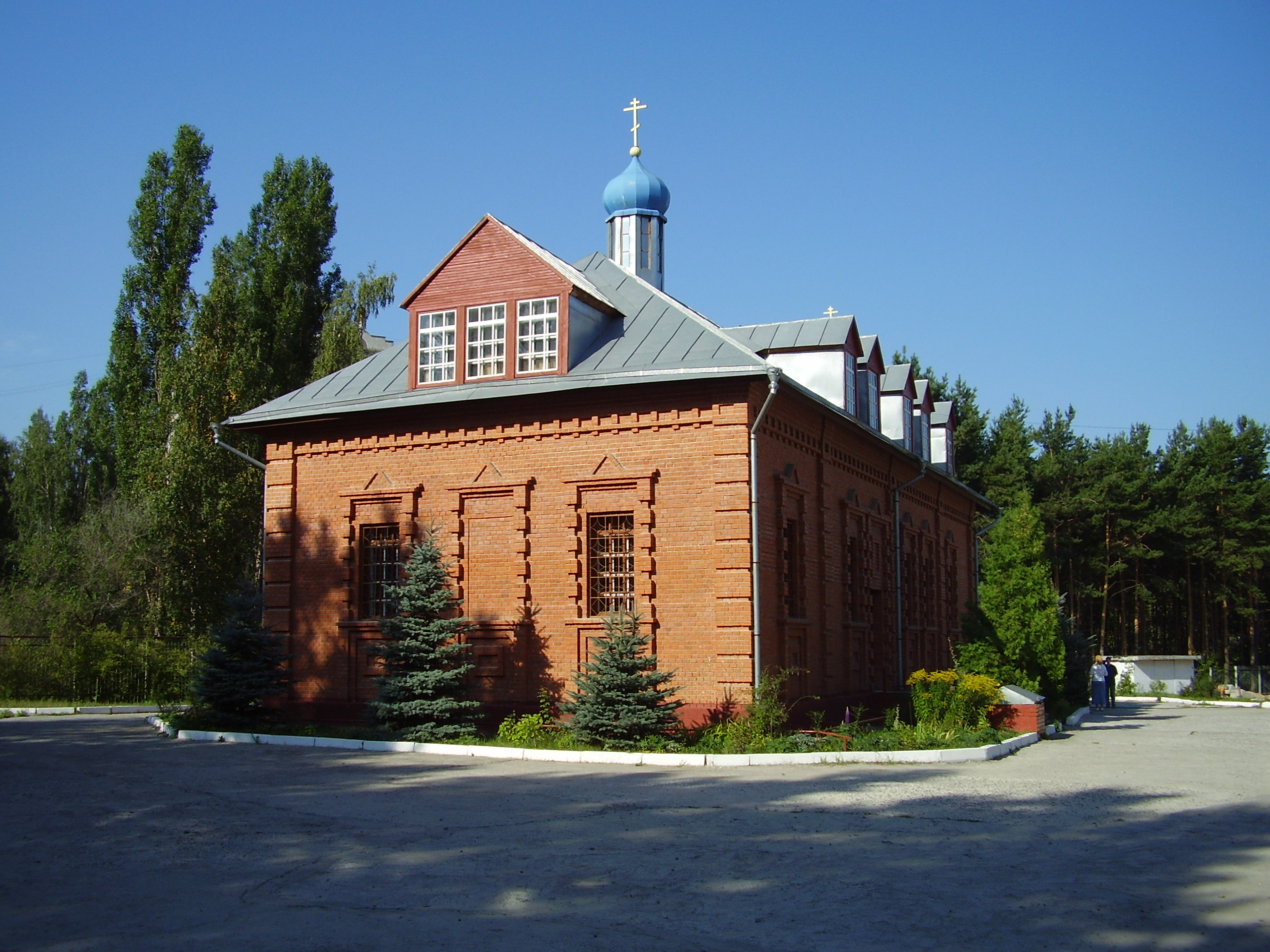
Kirche des Heiligen Panteleimon in Pridonskoi

| Jahr | Einwohner |
| ---- | --------- |
| 1970 | 5.561     |
| 1979 | 8.334     |
| 1989 | 12.759    |
| 2002 | 17.133    |
| 2010 | 18.300    |

Anmerkung: Volkszählungsdaten

## Kultur und Sehenswürdigkeiten
Von 1994 bis 1996 wurde die Kirche des Heiligen Pantaleon (церковь Святого Пантелеимона/zerkow Swjatowo Panteleimona) neu errichtet.

## Wirtschaft und Infrastruktur
In der Siedlung gibt ein Baumaterialienwerk und eine Konservenfabrik. In erster Linie ist Pridonskoi heute Wohnvorort der Großstadt Woronesch mit seit den 1970er Jahren entstandenen vielstöckigen Plattenbauten („Mikrorajon“).
Pridonskoi liegt an der 1894 eröffneten Eisenbahnstrecke Kursk–Woronesch (Station Podkletnoje). Nach Woronesch besteht Stadtbusverbindung.